# 朱公鑠
興平安僖王朱公鑠（1447年11月24日—1476年11月27日），明朝秦藩第三代興平王，興平莊惠王朱志㙞之庶第二子，生母夫人張氏。

## 生平
正統十二年十月十七日（1447年11月24日）生。景泰五年（1454年），獲賜名公鑠。天順元年（1457年），興平莊惠王朱志㙞去世。天順二年五月十五日（1458年6月25日），朱公鑠襲封興平王。定歲祿為一千石，米鈔中半兼支。
成化十二年十一月十一日（1476年11月27日）薨，享年三十，在位十九年，諡號安僖。因其無子，興平王被除封。

## 家庭

### 妻
- 吳氏，南城兵馬副指揮吳文女，天順八年（1464年）封興平王妃[4]。

## 墓葬
成化十三年六月初七日（1477年7月16日），朱公鑠葬于陝西西安府咸寧縣高望里鳳棲之原（今陝西省西安市长安区韦曲街道四府井村）。1954年10月，其墓被發現。壙誌斷為四塊，現藏於西安碑林博物館。

[誌蓋]

大明興平安僖王壙誌

[誌文]

　大明興平安僖王壙誌

　　王諱公鑠，

　　興平莊惠王第二子，母妃曺氏。生於正

　　統十二年十月十七日。生母張氏，封夫

　　人。天順二年間，襲封興平王爵。成化十

　　二年十一月十一日，以疾薨逝，享春秋

　　平三十。妃吳氏。訃聞，

上哀悼，輟朝，遣禮部行人王溥諭祭，特謚曰

　　安僖，

命有司喪葬如制。在京

　親王及文武官偕致祭焉。卜以薨之歲在

　　丁酉六月初七日，葬咸寧邑高望里鳳

　　棲之原。嗚呼！惟王生長

　宗室，為國藩輔，茂膺封爵，富貴兼隆。何其

　　脩短，天不假年。存仁惟賢，後續永昌。用

　　述大㮣，納諸幽壙，以垂不朽云。

　　成化十三年六月七日吉誌。